# Elise Käer-Kingisepp
Elise Käer-Kingisepp (de soltera Käer; Kreis de Dorpat, Livonia, 3 de octubre de 1901 - Tartu, 10 de febrero de 1989) fue una médico, farmacóloga, fisióloga y especialista en medicina deportiva estonia. Fue una de las fundadoras de la Asociación Estonia de Mujeres Universitarias (en estonio: Eesti Akadeemiliste Naiste Ühing (EANÜ)) y fue la segunda mujer cinetífica en graduarse de la Universidad de Tartu (Estonia).

## Biografía
Elise Käer nació el 3 de octubre de 1091 en la parroquia (en estonio: vald) de Laius-Tähkvere, entonces en el Kreis de Dorpat, uno de los kreis (divisiones al estilo germano) en las que se dividía la Gobernación de Livonia del Imperio ruso (actualmente Jõgeva, Estonia).
Durante la Primera Guerra Mundial, los alemanes ocuparon Estonia, incluida Tartu, donde Elise Käer asistía a una escuela con profesores rusos promovida desde la década de 1880, con el inicio de la rusificación de los territorios bálticos. Elise debió cambiar de escuela.
Consiguió graduarse a comienzos de 1919, pero su diploma no le permitió ser admitida en la Universidad de Tartu. Elise Käer debió anotarse como aspirante y hacer exámenes adicionales hasta conseguir entrar en la universidad en mayo de 1920. Se graduó tras los cuatro años reglamentarios. Fue admitida tras la graduación para trabajos de posgraduados en el departamento de química de la universidad a finales de 1924, aunque debió dar clases particulares para poder pagarse estos trabajos.
Elise Käer propuso crear una asociación de mujeres universitarias en 1925, siendo una de las fundadoras de la EANÜ el 2 de mayo de 1926. Fue vicepresidenta de la asociación de 1925 as 1936 y miembro de su comité médico de 1936 a 1940.

### Carrera
En 1931 se casó con el farmacólogo Georg Kingisepp, cambiando su apellido por Käer-Kingisepp. Del matrimonio nacerían dos hijos. En 1933 Elise Käer-Kingisepp conseguiría su doctorado en medicina. Fue nombrada como profesora adjunta de farmacología en la Universidad de Tart en 1939, consiguiendo ser profesora titular en 1941.
Durante la Segunda Guerra Mundial, trabajó en el laboratorio de una compañía farmacéutica y consiguió un asiento en el departamento de fisiología y química biológica, cargo que ocuparía de 1948 a 1975. También fue presidenta de la Sociedad Estonia de Fisiología de 1953 a 1980.
Falleció el 10 de febrero de 1989 en Tartu (R. S. S. de Estonia).